# Jojakim av Juda
Jojakim (hebreiska יהויקים), född Eljakim, var kung i Juda rike cirka 609 f.Kr.–598 f.Kr. Han efterträdde sin bror Joahas och efterträddes själv av sin son Jojakin. Omdömet om Jojakim i 2 Kungaboken är att han "gjorde det som var ont i Herrens ögon".
Under Jojakims regering var Juda lydstat åt Egypten och kom sedan innanför Babylons intressesfär. Först under sonen Jojakins regering 598–597 f. Kr. föll dock Jerusalem. Kort efter sitt trontillträde blev denne Nebukadnessar IIs fånge. 